# Johnny Winter (album)
Albums de Johnny Winter
The Progressive Blues Experiment
(1968) Second Winter
(1969)
Johnny Winter, paru début 1969, est le deuxième album studio de Johnny Winter, le premier pour Columbia Records.

## L'album
Premier album de Johnny Winter pour une multinationale du disque. Columbia Records fera abstraction du premier album The Progressive Blues Experiment et commencera la chronologie des albums à partir de celui-ci. Il enregistrera 6 albums avec cette maison de disques. 

La plupart des titres sont des reprises.

L'album sera réédité en 2004 avec trois titres supplémentaires.

## Les musiciens
- Johnny Winter : voix, guitare, harmonica.
- Tommy Shannon : basse.
- « Uncle » John Turner : batterie.

## Les titres
| No | Titre                          | Durée |
| -- | ------------------------------ | ----- |
| 1. | I'm Yours and I'm Hers         | 4:33  |
| 2. | Be Careful With a Fool         | 5:17  |
| 3. | Dallas                         | 2:48  |
| 4. | Mean Mistreater                | 3:54  |
| 5. | Leland Mississippi Blues       | 3:32  |
| 6. | Good Morning Little Schoolgirl | 2:45  |
| 7. | When You Got a Good Friend     | 3:41  |
| 8. | I'll Drown In My Tears         | 4:46  |
| 9. | Back Door Friend               | 2:55  |

| 10. | Country Girl             | 3:08 |
| 11. | Dallas (With a Band)     | 3:37 |
| 12. | Two Steps From the Blues | 2:35 |

## Informations sur le contenu de l'album
- Be Careful With a Fool est une reprise de B.B. King (1957).
- Mean Mistreater est une reprise de Jimmie Gordon (1946).
- Good Morning Little Schoolgirl est une reprise de Sonny Boy Williamson I (1937).
- When You Got a Good Friend est une reprise de Robert Johnson (1937).
- I'll Drown In My Tears est un titre de Lula Reed (1951) repris et popularisé par Ray Charles (1956) et dont s'est inspiré Johnny Winter.
- Back Door Friend est un titre de Tony Hollins (1941) revisité par Lightnin' Hopkins en 1963 et dont s'est inspiré Johnny Winter.
- Country Girl est une reprise de B.B. King tirée de son album Lucille (1968).
- Two Steps From the Blues est une reprise de Bobby "Blue" Bland (1961).